# Bill Thieben
William Bernard "Bill" Thieben (Sayville; 28 de marzo de 1935-15 de abril de 2021) fue un jugador de baloncesto estadounidense que disputó dos temporadas en la NBA. Con 1,98 metros de estatura, jugaba en la posición de ala-pívot.

## Trayectoria deportiva

### Universidad
Jugó durante tres temporadas con los Pride de la Universidad de Hofstra, en las que promedió 26,9 puntos y 24,2 rebotes por partido, ambas marcas récords actuales de su universidad. Tiene también los récords de más puntos en un partido, con 48, y más rebotes, 43. En 1956 ganó el Premio Haggerty al mejor baloncestista universitario del área metropolitana de Nueva York.

### Profesional
Fue elegido en la vigésimo tercera posición del Draft de la NBA de 1956 por Fort Wayne Pistons, donde en su primera temporada promedió 4,1 puntos y 3,6 rebotes por partido.
Al año siguiente la franquicia se trasladó a Detroit, convirtiéndose en los actuales Detroit Pistons, y allí jugó Thieben la que sería su última temporada como profesional, promediando 3,7 puntos y 2,4 rebotes por partido.

## Estadísticas de su carrera en la NBA

### Temporada regular
| Temporada | Edad | Equipo             | Liga | P  | TIT | MIN  | TC  | TCA | %TC  | 3P | 3PA | %3P | TL  | TLA | %TL  | R.OF. | R.DEF. | REB | ASIS | ROB | TAP | PER | FP  | PTS |
| 1956-57   | 21   | Fort Wayne Pistons | NBA  | 58 |     | 10.9 | 1.6 | 4.4 | .352 |    |     |     | 1.0 | 1.5 | .655 |       |        | 3.6 | 0.3  |     |     |     | 1.3 | 4.1 |
| 1957-58   | 22   | Detroit Pistons    | NBA  | 27 |     | 9.0  | 1.6 | 5.3 | .294 |    |     |     | 0.6 | 1.0 | .593 |       |        | 2.4 | 0.3  |     |     |     | 1.6 | 3.7 |
| Total     |      |                    | NBA  | 85 |     | 10.3 | 1.6 | 4.7 | .331 |    |     |     | 0.9 | 1.3 | .640 |       |        | 3.2 | 0.3  |     |     |     | 1.4 | 4.0 |

### Playoffs
| Temporada | Edad | Equipo             | Liga | P | MIN | TCA | TC | 3PA | 3P | TLA | TL | R.OF. | REB | ASIS | ROB | TAP | PER | FP | PTS | %TC  | %3P | %FT  | MIN  | PTS | REB | AST |
| 1956-57   | 21   | Fort Wayne Pistons | NBA  | 2 | 28  | 6   | 7  |     |    | 2   | 6  |       | 6   | 3    |     |     |     | 5  | 14  | .857 |     | .333 | 14.0 | 7.0 | 3.0 | 1.5 |
| Total     |      |                    | NBA  | 2 | 28  | 6   | 7  |     |    | 2   | 6  |       | 6   | 3    |     |     |     | 5  | 14  | .857 |     | .333 | 14.0 | 7.0 | 3.0 | 1.5 |